# Pedionis koghiensis
Pedionis koghiensis är en insektsart som beskrevs av Evans 1974. Pedionis koghiensis ingår i släktet Pedionis och familjen dvärgstritar. Inga underarter finns listade i Catalogue of Life.